# Club 27

Murales dedicato ad esponenti del Club 27 (Brian Jones, Jimi Hendrix, Janis Joplin, Jim Morrison, Jean-Michel Basquiat, Kurt Cobain, Amy Winehouse).

Club 27 (anche 27 Club o Club of 27) è un'espressione giornalistica che si riferisce ad alcuni artisti, in prevalenza cantanti rock, morti all'età di 27 anni. Con la variante J27 si fa riferimento al fatto che, oltre ad avere 27 anni, alcuni di loro avessero la lettera J come iniziale del nome o del cognome.

## Storia
L'espressione iniziò ad essere usata dalla stampa del settore musicale a partire dal 1994, anno in cui morì il ventisettenne Kurt Cobain, frontman dei Nirvana; la sua morte venne posta in relazione a quelle di Brian Jones, Jimi Hendrix, Janis Joplin e Jim Morrison morti tutti all'età di 27 anni nel breve periodo tra il 1969 e il 1971. In precedenza, la coincidenza tra questi quattro era stata fatta notare solo occasionalmente, senza che acquisisse la diffusione successiva alla morte di Cobain. In seguito l'espressione è stata estesa ad altri esponenti del mondo musicale deceduti a 27 anni, sia di epoche successive, come Amy Winehouse nel 2011, sia di epoche precedenti, come Robert Johnson nel 1938.
La teoria sul fantomatico patto col diavolo stretto dai membri del club deriva dal brano Me and the Devil Blues di Robert Johnson, in cui sono presenti le frasi: "Hello Satan, I believe it's time to go"; "You may bury my body down by the highway side, so my old evil spirit can get a Greyhound bus and ride", e dall'ulteriore leggenda che lega l'autore con un incrocio in cui sarebbe avvenuto il suo primo incontro col diavolo.
I motivi del decesso di questi artisti in giovane età sono spesso riconducibili ad abuso di alcol o droga, incidenti e suicidio, ma anche a cause diverse, come avvelenamento.

## Nella cultura popolare

### Musica
- La canzone 27 dei Fall Out Boy, inclusa dall'album Folie à Deux pubblicato nel 2008, è un riferimento al club. Il testo esplora gli stili di vita edonistici comuni nel rock and roll. Pete Wentz ha scritto la canzone perché sentiva di vivere uno stile di vita altrettanto pericoloso.[12]
- Machine Gun Kelly ha scritto un’intera canzone dedicata al 27 Club, intitolata appunto “27”, che contiene una dedica alla figlia e la sua paura di morire a quell’età. Durante l’esecuzione live di questo brano, sullo schermo compaiono le immagini di molti cantanti deceduti giovani (non solo quelli appartenenti al club dei 27).
- La canzone 28 di John Craigie, apparsa nell'album Montana Tale del 2009, è scritta dal punto di vista dei membri del 27 Club Jim Morrison, Janis Joplin e Kurt Cobain, che contemplano la propria mortalità e immaginano cosa avrebbero fatto di diverso «se solo avessero potuto arrivare a ventotto anni».[13][14]
- Questo tema è ripreso nella canzone di Eric Burdon 27 Forever, realizzata per il suo album 'Til Your River Runs Dry pubblicato nel 2013.[15]
- La band letlive. ha inserito la canzone 27 Club nel suo album del 2013, The Blackest Beautiful.[16]
- Nel 2013 la band gallese Magenta ha pubblicato il suo album in studio intitolato The Twenty Seven Club, che è un riferimento diretto al club. Ciascuna delle tracce contenute è un tributo a un membro del club.[17]
- L'album Black Ben Carson (2016) di JPEGMafia include una canzone intitolata The 27 Club, che fa riferimento al club.
- La canzone 27 Club di Ivy Levan, pubblicata come singolo promozionale per il suo album No Good del 2015, fa riferimento al club.[18]
- Charly García, insieme a David Lebón, ha pubblicato la canzone El club de los 27 nell'album La lógica del escorpión nel 2024,[19] in cui parla del club.[20]
- La canzone Rolls Royce di Achille Lauro, contiene un riferimento al Club, in quanto associa il numero 27 a Amy Winehouse.[21]
- La canzone Dentista Croazia dei Pinguini Tattici Nucleari contiene il verso «A ventisette puoi morire oppure diventare un po' più pop» che probabilmente si riferisce al Club 27[senza fonte].

### Mostre
- Il Club 27: Jimi Hendrix, Kurt Cobain, Jim Morrison, Janis Joplin, Amy Winehouse, Brian Jones, Jean-Michel Basquiat, Bologna, ONO Arte Contemporanea, 13/12/2018-24/02/2019.[22]